# Isla Baudisson
La isla Baudisson es una isla de Papúa Nueva Guinea, ubicada al sur de la isla Nueva Hanover y al oeste de la parte norte de Nueva Irlanda. Se encuentra entre la isla Selapiu y la isla Manne. Hay una plantación en la isla.